# Park Zadole
Park Zadole − określany jako Tereny Rekreacyjne Zadole park miejski znajdujący się w katowickiej dzielnicy Ligota, a dokładniej w jej najbardziej na południe wysuniętej części - Zadolu. Tereny parku rozpoczynają się od ul. Wczasowej i Poziomkowej, przecięte są ul. Śląską i Studencką, za którymi tworzą las sięgający aż do Mikołowa (Lasy Panewnickie).

## Opis
Park Zadole ma powierzchnię 7,76 ha i obok Parku Kościuszki i Katowickiego Parku Leśnego stanowi jeden z większych terenów zielonych o charakterze rekreacyjnym w Katowicach.
W parku usytuowany jest tor deskorolkowy, ścieżka rowerowa, mały amfiteatr, korty tenisowe oraz osiedle akademickie, a od 2019 roku również tężnia solankowa, wybudowana ze środków Budżetu Obywatelskiego Miasta Katowice.
Nazwa Park Zadole została nadana uchwałą Rady Miasta Katowice nr LXV/1303/10 z 27 września 2010, chociaż nazwa ta była używana potocznie już wcześniej.

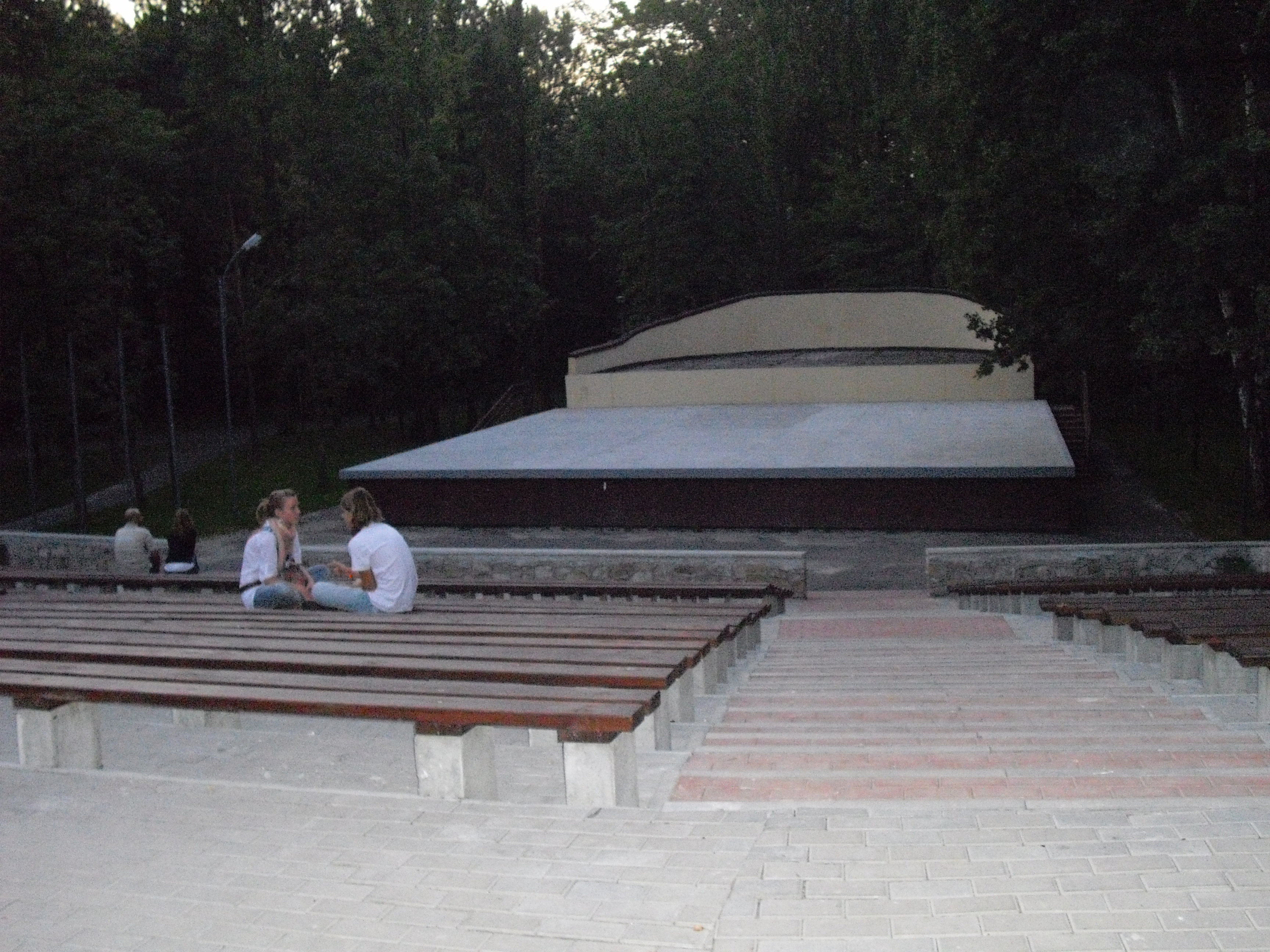
Amfiteatr w parku Zadole
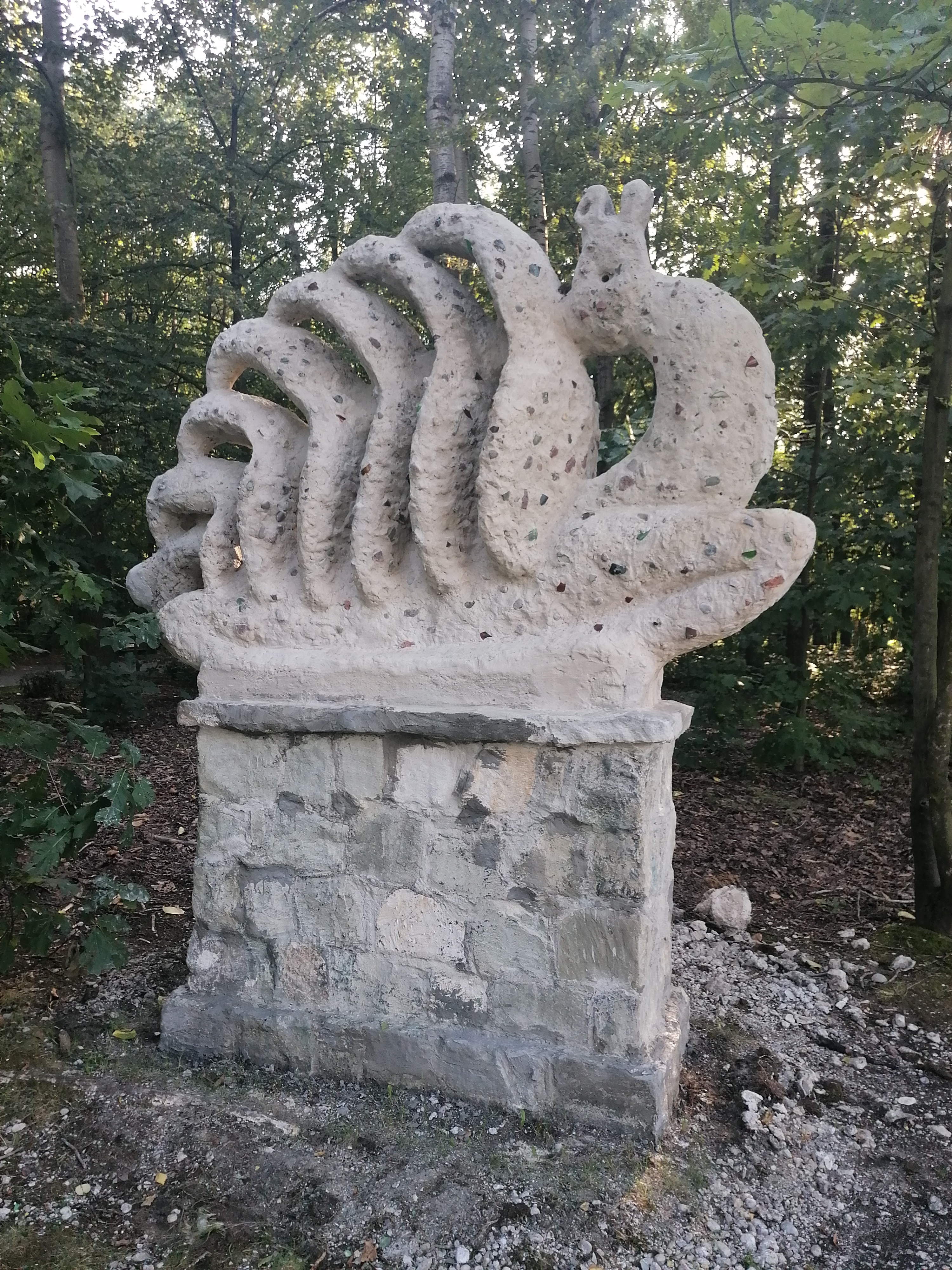
Rzeźba parkowa (odnowiona w 2022)
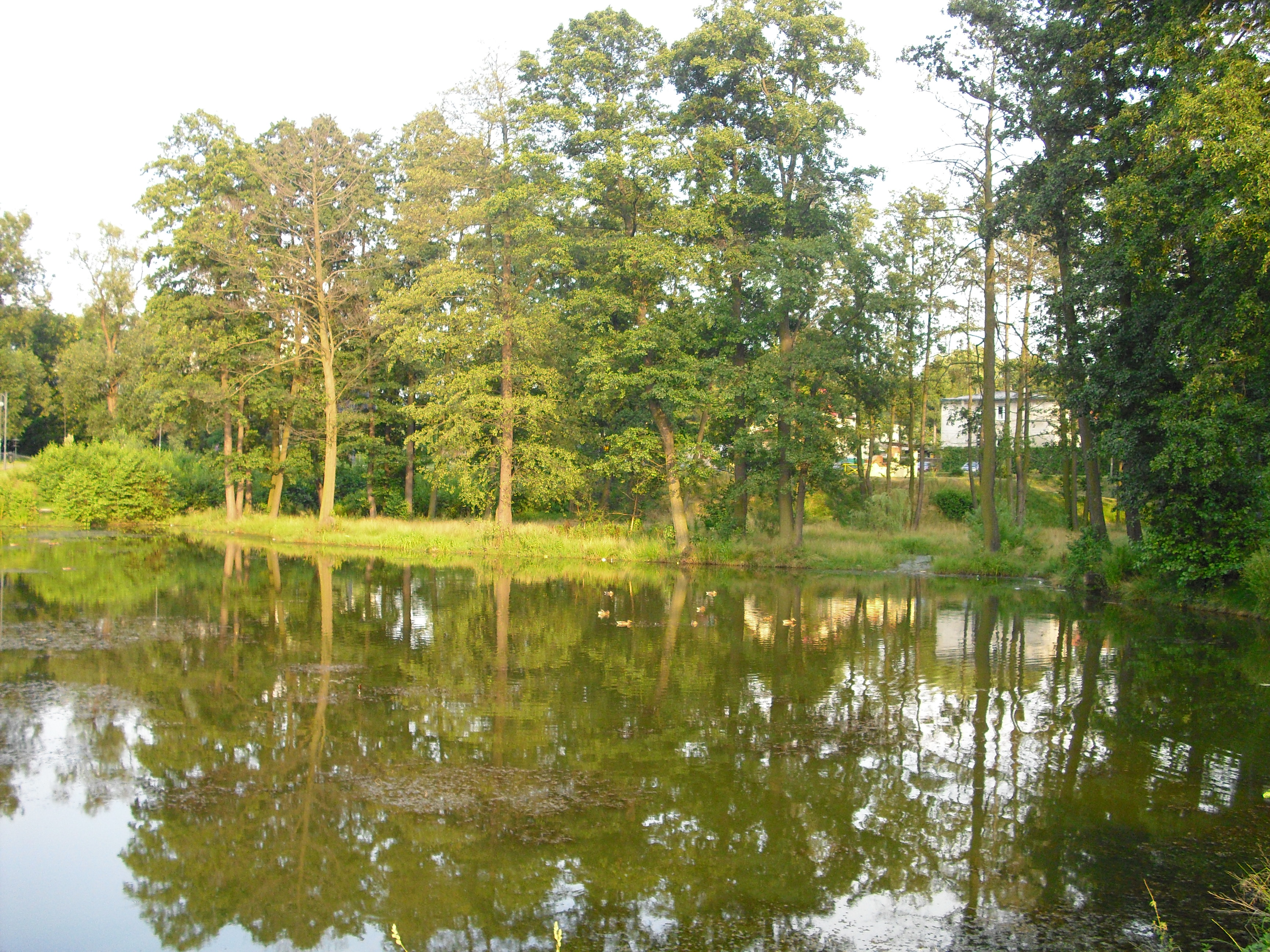
Staw nad Ślepiotką
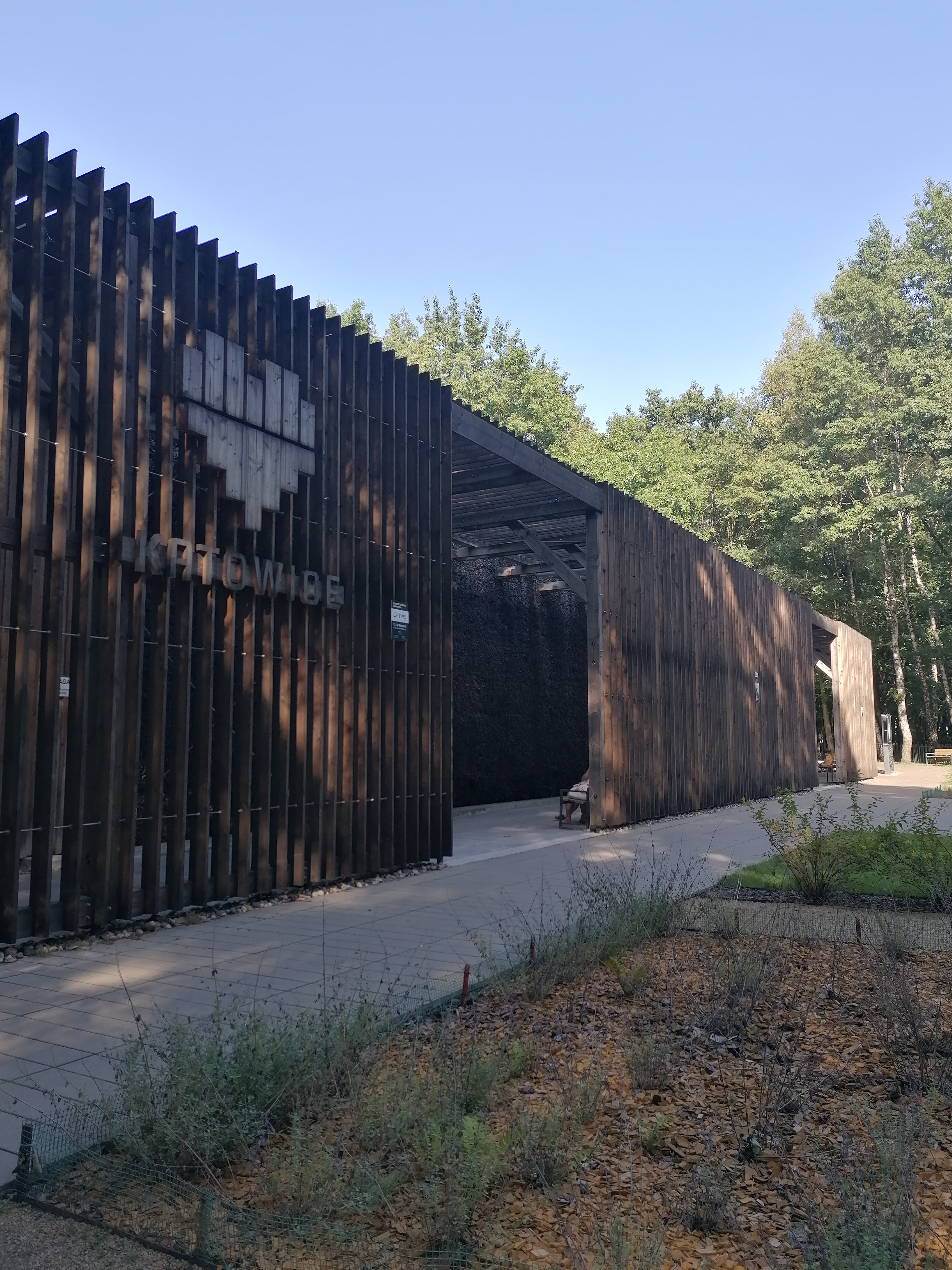
Tężnia na Zadolu

## Tężnia solankowa
Projekt wzniesienia i udostępnienia bezpłatnej tężni solankowej dla mieszkańców miasta został zgłoszony w ramach budżetu obywatelskiego w 2017 roku. Prace budowlane prowadzono w latach 2018–2019. Obiekt otwarto w kwietniu 2019 roku. Koszt budowy wyniósł 2 600 000 zł. Główna konstrukcja na planie prostokąta ma wymiary 11,6 m x 37,8 m x 7 m. Tężnia zasilana jest solanką ze złóż w Dębowcu z odwiertu „Korona”.
Korzystanie z tężni jest bezpłatne. Obiekt otwarty jest od kwietnia do października w godzinach 9.00–21.00, w sezonie letnim do godz. 22.00. Wokół tężni znajduje się teren rekreacyjny z ławkami i zieleńcami. Obiektem zarządza Zakład Zieleni Miejskiej w Katowicach.

### Właściwości lecznicze
W jednym litrze solanki Zabłockiej z Dębowca jest prawie 20 razy więcej jodu niż w wodzie z Bałtyku. Inhalacja na terenie tężni pomaga w leczeniu takich schorzeń, jak:
- choroby zatok i górnych dróg oddechowych,
- nadciśnienie tętnicze,
- alergia,
- nerwica wegetatywna,
- niedoczynności tarczycy,
- reumatyzm,
- reumatoidalne zapalenie stawów
- choroba Bechterewa
- otyłość
- niektóre choroby ginekologiczne